# Filmfare Award 1955
Der 2. Filmfare Award wurde am Anfang des Jahres verliehen. Im Gegensatz zur ersten Verleihung 1954 gibt es hier nun 10 Kategorien. Neben den beliebten Preisen werden diesmal auch im technischen Bereich Preise verliehen. Auch in der zweiten Preisverleihung gibt es in jeder Kategorie nur eine Nominierung.

## Gewinner und Nominierte
| Kategorie               | Filmtitel            | Gewinner          | Weitere Nominierungen |
| Bester Film             | Boot Polish          | Raj Kapoor        |                       |
| Beste Regie             | Parineeta            | Bimal Roy         |                       |
| Bester Hauptdarsteller  | Chaitanya Mahaprabhu | Bharat Bhushan    |                       |
| Beste Hauptdarstellerin | Parineeta            | Meena Kumari      |                       |
| Bester Nebendarsteller  | Boot Polish          | David             |                       |
| Beste Nebendarstellerin | Baadbaan             | Usha Kiran        |                       |
| Beste Story             | Aulad                | Mukhram Sharma    |                       |
| Beste Musik             | Taxi Driver          | Sachin Dev Burman |                       |
| Beste Kamera            | Boot Polish          | Tara Dutt         |                       |
| Bester Ton              | Jeewan Jyoti         | Ishan Ghosh       |                       |